# Шин, Владимир Николаевич
Влади́мир Никола́евич Шин (узб. Vladimir Nikolayevich Shin; 19 августа 1954, Алмалык) — советский боксёр полутяжёлой весовой категории, выступал за сборную СССР во второй половине 1970-х — первой половине 1980-х годов. Двукратный чемпион СССР, бронзовый призёр чемпионата мира, обладатель Кубка мира, многократный чемпион Узбекской ССР, заслуженный мастер спорта СССР (1990), заслуженный тренер Республики Узбекистан. После завершения карьеры работал тренером, возглавлял сборные команды Японии, Узбекистана и Белоруссии. Также известен как культуролог, профессор и педагог, председатель Ассоциации корейских культурных центров Республики Узбекистан (2000—2010).

## Биография
Родился 19 августа 1954 года в городе Алмалык, Ташкентская область, в семье переселенцев из Кореи. Активно заниматься боксом начал уже в раннем детстве по наставлению старшего брата Анатолия, тренировался в секции Ильи Давыдова. Первого серьёзного успеха на ринге достиг в 1971 году, когда, будучи ещё юниором, выиграл взрослое первенство Ташкентской области. Позже в составе сборной области участвовал в турнире на приз И. Хамзаалиева в Ленинабаде и стал самым молодым чемпионом этого турнира, а завоёванные бронзовые медали чемпионата Узбекистана и турнира памяти С. Л. Джексона позволили ему прочно занять место в сборной республики во взрослом составе. Звание мастера спорта СССР получил, выиграв в 1974 году Всесоюзный турнир на призы журнала «Байкал» в Улан-Удэ.
Начиная с 1977 года Шин состоял в главной национальной команде СССР, в 1979 году стал обладателем Кубка мира и побывал на чемпионате Европы в Кёльне, два года спустя после серебряных и бронзовых медалей национального первенства наконец получил золотую. В 1982 году съездил на чемпионат мира в Мюнхен, где сумел дойти до стадии полуфиналов, проиграв лишь титулованному кубинцу Пабло Ромеро. Через год во второй раз стал чемпионом национального первенства, выиграл VIII спартакиаду народов СССР, затем удостоился серебряной награды на международном турнире «Дружба-84». Вскоре после этих соревнований принял решение завершить карьеру боксёра и перешёл на тренерскую работу, всего в его послужном списке 220 боёв, из них 197 окончены победой.
В 1996 году был назначен вице-президентом Федерации любительского бокса Азии и возглавил сборную Узбекистана по боксу (в советское время работал со командой Туркестанского военного округа). В бытность тренером в разные годы работал с такими известными боксёрами как Вячеслав Яновский, Руслан Чагаев, Артур Григорян, Олег Маскаев, Мухаммадкадыр Абдуллаев. В 2000 году возил сборную Узбекистана на летние Олимпийские игры в Сидней, где его подопечные выиграли две бронзовые награды и одну золотую. С января 2013 года занимает должность главного тренера сборной Белоруссии. В мае 2018 года возглавил мужскую и женскую сборную Японии.

## Награды
- Орден «Дустлик» (1996)[5]